# Pure (série télévisée)
Pure est une série télévisée britannique diffusée pour la première fois le 30 janvier 2019 sur Channel 4. Basée sur le livre du même nom de Rose Cartwright,, elle met en vedette Charly Clive dans le rôle de Marnie, 24 ans, qui souffre d'un trouble obsessionnel-compulsif et est en proie à des pensées sexuelles dérangeantes.
Le 14 février 2020, il a été annoncé que la série ne serait pas renouvelée pour une deuxième saison. Elle est disponible en France sur Arte.tv à partir du 16 septembre 2022.

## Synopsis
Marnie débarque à Londres après une gaffe monumentale pendant l'anniversaire de mariage de ses parents. Ce que personne ne sait c'est qu'elle n’arrête pas d'imaginer les personnes qui l'entourent en train d'avoir des relations sexuelles.
Quand elle découvre qu'elle souffre d'un trouble obsessionnel-compulsif appelé "Pure O", sa vie commence à changer.

## Distribution
- Charly Clive : Marnie
- Joe Cole : Charlie
- Kiran Sonia Sawar : Shereen
- Niamh Algar : Amber
- Anthony Welsh : Joe
- Doon Mackichan : Sarah
- Jing Lusi : Sef
- Tori Allen-Martin : Libby
- Samuel Edward-Cooke : Sam
- Olive Gray : Helen
- Jacob Collins-Levy : Benji

## Diffusion
La série a été diffusée pour la première fois au Royaume-Uni sur Channel 4 de janvier à mars 2019. Elle n'a pas été renouvelée pour une deuxième saison. Aux États-Unis, la série est sortie sur HBO Max le 27 août 2020. En Italie, elle a été entièrement publiée sur la plateforme de streaming RaiPlay à partir du 25 novembre 2020, et en France sur Arte.tv à partir du 16 septembre 2022.

## Réception
Pure a reçu des critiques généralement positives et a été félicitée pour son traitement franc des problèmes de santé mentale et de la sexualité. Elle a été décrite comme « une comédie magistrale sur le sexe et la santé mentale » par le Guardian. Le NME a noté la série 4/5, l'a décrite comme « une comédie essentielle qui élimine la stigmatisation de la santé mentale », et a estimé que c'était « l'une des séries les plus remarquables de 2019 à ce jour ». Le Daily Telegraph a qualifié la série de « succès terrible ».
Pour Télérama, elle « capte un peu du spleen d’une époque en manque de connexion réelle ».